# Herbert Felix
Herbert Felix (9. července 1908 Znojmo – 5. května 1973 Torekov, Švédsko, některé zdroje uvádějí Řím, Itálie) byl švédský podnikatel rakousko-židovského původu, zakladatel firmy AB Felix a Felix Austria.

## Život
Začal pracovat v rodinné firmě Löw & Felix, kde se měl stát nástupcem svého otce. Po roce 1938 musel opustit Československo a emigroval do Švédska, kde ve městě Eslöv začal spolupracovat s P. Håkanssonem. Zde v roce 1941 zavedl značku Felix, která se stala ve Švédsku významnou značkou pro okurky a v pozdější době i pro jiné produkty.
V roce 1943 odešel do Skotska a zde vstoupil jako důstojník do československého vojska v Británi. O rok později se účastnil invaze v Normandii. V roce 1945 se vráti zpět do Eslöv. Firma se v roce 1954 přejmenovala na AB Felix (AB = Aktiebolaget = akciová společnost). V roce 1958 byl jmenován honorárním konzulem Rakouska v Malmö.
V roce 1959 založil firmu Felix Austria v Mattersburgu ve spolkové zemi Burgenland. V letech 1965 - 1969 pracoval v Římě pro FAO.

## Rodina
Jeho otec byl Friedrich Felix. Od roku 1937 byl ženatý s Kerstin Felix, roz. Cruickshank se kterou se v roce 1945 rozvedl. Ve druhém manželství byl od roku 1952 ženatý s Maj Felix, roz. Sandberg. Jeho bratrancem byl Bruno Kreisky.